# Million Zeta Prototypes
Million Zeta Prototypes（ミリオン・ゼータ・プロトタイプス）は、NBKユーロビート (Japan Break Industries) などを演奏した音楽ユニットである。

## メンバー
- Mr.#744：アレンジ・プログラミング
- Mr.#784：ボーカル

### 備考
- ブレイク祭りには「日本ブレイク工業社歌」を英訳をしたMr.#641を含めた「Channel 2 DTM Board Residents」名義で参加[1]。
- メンバー名が数字なのは、掲示板投稿最初の番号をそれぞれが固定ハンドル化したことによるものである。

## 参加アルバム
- ブレイク祭り：2004年8月26日発売
  - 収録曲名：
    - NBKユーロビート (Japan Break Industries)

## 参加ライブ
- リアランド祭り：2004年12月17日開催[2]
  - 演奏曲名：[3]
    - NBKユーロビート（Japan Break Industries）
    - マイペース大王（アレンジヴァージョン）
    - 45回転（アレンジ英訳ヴァージョン）